# Omeiit
Omeiit ist ein sehr selten vorkommendes Mineral aus der Mineralklasse der „Sulfide und Sulfosalze“. Es kristallisiert im orthorhombischen Kristallsystem mit der Zusammensetzung OsAs2, ist also chemisch gesehen ein Osmium-Arsenid. Da Omeiit eine Mischkristallreihe mit Anduoit (RuAs2) bildet und daher in der Natur meist mit einem geringen Anteil an Ruthenium zu finden ist, wird die Mischkristallformel entsprechend auch mit (Os,Ru)As2 angegeben.
Omeiit entwickelt nur mikroskopisch kleine, tafelige bis prismatische Kristalle von stahlgrauer Farbe mit metallischem Glanz. Bei polierten Anschliffen erscheint Omeiit allerdings weiß mit einem Stich ins Gelbe in Luft und einem eher milchigen Gelb in Öl.

## Besondere Eigenschaften
Omeiit ist deutlich optisch anisotrop und weist einen schwachen Pleochroismus von gelb nach gräulichgelb auf. Das Mineral ist unlöslich in Salzsäure und Salpetersäure.

## Etymologie und Geschichte
Erstmals entdeckt wurde Omeiit (chinesisch 峨眉矿, Pinyin Emeikuang) in der Kupfer-Nickel-PGE-Lagerstätte „Yangliuping“ im Kreis Rongzhag (Danba) in der chinesischen Provinz Sichuan. Beschrieben wurde er 1978 von Ren Yingxin, Hu Qinde and Xu Jinga, die das Mineral nach dem in der Region bekannten Berg Emei Shan (O-mei Shan) benannten.

## Klassifikation
In der veralteten 8. Auflage der Mineralsystematik nach Strunz war der Omeiit noch nicht aufgeführt.
In der zuletzt 2018 überarbeiteten Lapis-Systematik nach Stefan Weiß, die formal auf der alten Systematik von Karl Hugo Strunz in der 8. Auflage basiert, erhielt das Mineral die System- und Mineralnummer II/D.20-080. Dies entspricht der Klasse der „Sulfide und Sulfosalze“ und dort der Abteilung „Sulfide mit dem Stoffmengenverhältnis Metall : S,Se,Te < 1 : 1“, wo Omeiit zusammen mit Anduoit, Ferroselit, Frohbergit, Iridarsenit, Kullerudit, Markasit, Mattagamit und Petříčekit die „Markasitgruppe“ mit der Systemnummer II/D.20 bildet.
Die von der International Mineralogical Association (IMA) zuletzt 2009 aktualisierte 9. Auflage der Strunz’schen Mineralsystematik ordnet den Omeiit in die Klasse der „Sulfide und Sulfosalze (Sulfide, Selenide, Telluride, Arsenide, Antimonide, Bismutide, Sulfarsenide, Sulfantimonide, Sulfbismutide)“ und dort in die Abteilung „Metallsulfide mit M : S ≤ 1 : 2“ ein. Hier ist das Mineral in der Unterabteilung „M : S = 1 : 2, mit Fe, Co, Ni, PGE usw.“ zu finden, wo es zusammen mit Anduoit, Klinosafflorit, Löllingit, Nisbit, Rammelsbergit und Safflorit die „Löllingitgruppe“ mit der Systemnummer 2.EB.15a bildet.
In der vorwiegend im englischen Sprachraum gebräuchlichen Systematik der Minerale nach Dana hat Omeiit die System- und Mineralnummer 02.12.02.07. Das entspricht der Klasse der „Sulfide und Sulfosalze“ und dort der Abteilung „Sulfidminerale“. Hier findet er sich innerhalb der Unterabteilung „Sulfide – einschließlich Seleniden und Telluriden – mit der Zusammensetzung AmBnXp, mit (m+n):p=1:2“ in der „Markasitgruppe (Orthorhombisch: Pnnm)“, in der auch Markasit, Ferroselit, Frohbergit, Hastit, Mattagamit, Kullerudit, Anduoit, Löllingit, Seinäjokit, Safflorit, Rammelsbergit und Nisbit eingeordnet sind.

## Bildung und Fundorte
Omeiit bildet sich in umgewandelten ultramafischen Intrusionen. Als Begleitminerale treten unter anderem Bornit, Chalkopyrit, Cubanit, Galenit, Gold und silberhaltiges Gold, Kotulskit, Linneit, Magnetit, Michenerit, Pentlandit, Sperrylith, Sphalerit, Sudburyit, Testibiopalladit, Pyrrhotin und Violarit auf.
Als sehr seltene Mineralbildung konnte Omeiit bisher nur in wenigen Proben aus weniger als 10 Fundorten nachgewiesen werden. Seine Typlokalität „Yangliuping“ in Sichuan ist dabei der bisher einzige bekannte Fundort in China.
Weitere bisher bekannte Fundorte sind die Lagerstätte „O’Toole“ bei Fortaleza de Minas im brasilianischen Bundesstaat Minas Gerais, Pefki im Pindosgebirge in der griechischen Region Epirus, die Chrom-Lagerstätte „Kapitanov“ bei Zvenyhorodka in der ukrainischen Oblast Tscherkassy und West Nottingham Township im Chester County (Pennsylvania) in den USA.

## Kristallstruktur
Omeiit kristallisiert orthorhombisch in der Raumgruppe Pnnm (Raumgruppen-Nr. 58) mit den Gitterparametern a = 5,41 Å, b = 6,17 Å und c = 3,02 Å, sowie zwei Formeleinheiten pro Elementarzelle.